# 温智豪
温 智豪（おん ちごう、1993年3月25日 - ）は、台湾花蓮県出身のサッカー選手。中国サッカー・甲級リーグ・北京控股所属。台湾代表。ポジションはフォワード。

## 経歴
花蓮県卓渓郷出身のブヌン族である。国立北門高等中学を卒業した後、国立台湾体育運動大学への進学を考えていたものの、台湾電力足球隊からのオファーがあったために休学した。その後、年内には北京八喜連合競技足球倶楽部からのオファーがあったものの移籍とはならず、2013年に改名した同チームに移籍した。

## 代表歴
AFC U-19選手権2012では台湾代表の主将を務めた。

## 所属クラブ
ユース経歴
- 2008年 - 2011年  国立北門高等中学

プロ経歴
- 2011年 - 2012年  台湾電力足球隊
- 2013年 -  北京控股足球倶楽部